# 大韓民国国防部検察団
国防部検察団（こくぼうぶけんさつだん、국방부검찰단）は、「軍事法院法」及び「軍検察部の組織に関する規定」（大統領令）によって、2000年7月1日に大韓民国の国防部に創設された、国防部長官直属の軍内における最高検察機関である。

## 概要
国防部及び国防部直轄機関に所属する軍人、軍務員などの犯罪及び陸海空軍の重要刑事事件を管轄して、事件捜査、公訴申し立て、上訴、国家訴訟遂行等の任務を遂行する。
国防部検察団は、将官級または佐官級の軍法務官に補任する検察団長を頂点として、高等検察部、普通検察部、総務部及び事務処で構成されている。
2006年1月に、陸海空軍の全ての検察組職まで包括して、国防部の直轄機関とする事で、中立性と専門性を向上する為の『軍検察の組職に関する法案』が国会に提出され、現在審議されている。